# Stephanie Barrett
Stephanie Barrett, född 26 januari 1979, är en kanadensisk bågskytt. Hon deltog vid olympiska sommarspelen 2020.